# GRIFFIN/Osaks
GRIFFIN（グリフィン）は日本のロックバンド。

## メンバー

### 活動メンバー
| 名前     | パート             | 生まれ年 |
| -------- | ------------------ | -------- |
| 射延篤史 | ヴォーカル・ギター | 1966年-  |
| 村本亮太 | ベース・ヴォーカル | 1967年   |
| 矢島圭   | ドラムス           | 1971年-  |
| 大西真   | ギター・ヴォーカル | 1967年-  |

### 旧メンバー
| 名前     | パート             | 生まれ年 |
| -------- | ------------------ | -------- |
| 江見洋之 | ギター・ヴォーカル | 1966年-  |
| 島田高志 | ギター             | 1976年-  |
| 数見康雄 | ドラムス           | 1966年-  |
| 佐々木隆 | ギター             | 1971年-  |
| 西尾肇   | ドラムス           | 1974年   |

## 来歴

### 1988〜1993年
射延篤史と村本亮太が中心となりGriffin結成。結成当初のメンバーはサポートという形であったが、ギターにダブルボギーズの大西真、ドラムはナイトメアの川嶋オサム。当時よく連んでいたS.O.B.の鈴木義智（TOTTSUAN）の助言もあり、その音楽性はファッションを含めて米国のホラーパンクバンド、“MISFITS”色の強いハードコアパンク。
大阪におけるパンクの聖地とも言えるライブハウス、花園町エッグプラントを中心に精力的にライブ活動を展開。共演が多かったバンドにレイプスやダンスマカブラやS.O.Bが挙げられる。88年広島を代表するハードコアパンクバンド愚鈍、藤井ZIGYAKが代表を務める、加害妄想レコードよりファーストシングル「The Phamtom of the Shocker」をリリース。「今でも覚えてる。藤井さんのウチからレコード出さないか？という言葉！飛び上がって喜んだよ」。エッグプラントのステージでデビロックを垂らしたフロントスリーブは前述のS.O.B.トッツァンが撮影。雑誌フールズメイトのインディーズチャート初登場2位にランクインした（因みに1位はブルーハーツで3位はたま）。
この時期自らシリーズギグ“Coretic Rock Bout”を主催し、OUTOやボアダムス等がマッチメイクされている。
88年後半にはパーマネントなメンバーとして、ギタリストに射延の中学時代の同級生、江見洋之が加入。江見はブルースやロックンロールを基盤にしたギタリストであったが、そこを逆手にとり他のハードコアバンドとは違ったアプローチがグリフィンの個性となっていく。89年10月アルケミーレコードのコンピレーションアルバム『Fear』(レイプス、ダンスマカブラ、KGGM収録)に参加。「女子供が愛撫するのがロックか？」と当時のバンドブームへの立ち位置を表明した初期の代表曲「Attitude」を収録。射延は当時、ダンスマカブラのサポートギタリストとしても活動していた。
90年、アルケミーレコードより2ndシングル「獅子吼」をリリース。ジャケットのイメージはモーターヘッドの“Ace of Spades”。強力なJapanese Hardcoreナンバーだが、ただの“ジャパコア”に終わらせない射延のソングライティングと、江見のギターアレンジが異彩を放っている。獅子吼の曲全体のアウトラインはWE CAN WORK IT OUTを拝借しているという(言わずと知れたレノン・マッカートニー作)意外性もある。ここでドラムサポートの堀辺俊二が去り、腰を据えて正式ドラマーを探す為ライブ活動を一時停止。代わりにその後も関係が続く事になるMCRカンパニー弓削正隆の協力によりソノシート「LIVE・FULMINATE」を発表する。
メンバー募集により弱冠20歳の矢島圭がグリフィン初の正式ドラマーとして加入。初めてのロングツアーや、夏には7日間連続のツアー等を経験し、バンドマンとしての体力を培うことになった。
正式メンバー4人が揃ったバンドは17ヶ月間ライブを中断し、ミーティングとリハーサルを重ねていく。髪を切り典型的なパンクギアを外し、今までのハードコアパンク的なアプローチを止め、元々ずっと射延の心の真ん中にあったザ・クラッシュの姿勢と音楽性に回帰していく。折良く92年ザ・ポーグスwithジョー・ストラマーが来日。アイリッシュミュージックを知った射延はマンドリンを購入。江見は誰からかバンジョーを借り、1日で基本的奏法を攻略。村本は、旅行で訪れたアイルランドのダブリンの楽器店で、A ~Gまでのキーのティンホィッスルを購入し、1stアルバムのレコーディングに入る。因みにアルケミーレコードJOJO広重氏の尽力により来日したジョー・ストラマーやポーグスのメンバーと一晩過ごし語り合った出来事、いわゆる“Mealstrom Night”は2ndアルバム収録“All in Griffin”で歌われている。
92年。プロデューサーに関西パンクの重鎮、林直人（一般的には初期INUのギタリストで有名）を迎えアルケミーレコードより1stアルバム『The Album』を発表。ゲストアコーディオン奏者に切石智子、キーボードとピアノに、ガールズロックバンド、C.Cライヤーの三浦、島田の両名がサウンドに彩を添えた。前述の生楽器を取り入れたグリフィン流アイリッシュトラッドとクラッシュの“Know your rights”のカバーを含むパンク楽曲が混在する内容に昔からのファンは戸惑ったようである。射延によると「林さんはポーグスとか全く知らなかったから、スタジオで座って延々とビールを呑んでいた（苦笑）。」そうだ。収録されたグリフィン日本語期の代表的な楽曲“Shipworms”は西山裕介（バルザック）が大学の授業で紹介した際、教授から褒められたという逸話がある。
93年初頭、1stアルバム発売記念初のワンマンライブを以降解散までホームとなる十三ファンダンゴで開催。あまりに変化した音楽性についてこれるのか？と不安はあったが、結果は満員御礼。1年半ぶりのグリフィンのライブを皆待ち望んでいた一方、ポーグスアプローチのプレイに射延曰く「今までのファンがぽっかーんとしてるのを目の当たりにした」。またこのライブから生まれた、前述の切石智子に加えアコースティックギターに実弟の射延博樹（LRF)、ベースに大洞一己（BLADE)が参加した布陣は、グリフィン7と称しこの後「資金源強奪 E.P.」をリリース（バンド名義は愚理歩胤）。MCRの拠点福知山Sound Rattで様々な工夫、遊びを凝らして録音した、東映映画「資金源強奪」（ふかさくきんじ監督、北大路欣也主演）テーマカバーは秀逸の出来栄えだ。この２作品のプロモーションツアー、初の北海道では、地元テレビの情報番組に江見、矢島が生出演。(射延は気管支炎を発症し病院に緊急搬送され、村本はススキノでトラブルに巻き込まれて任意で警察に出頭中の為、不参加)。そして地元大阪では、同時に“Ultra Punk Gig Series TRUE FORCE”にほぼレギュラー出演。LRF、BLADE、PHOENIXといったバンド達と共演を果たしていく。

### 1994〜1998年
94年、オリジナルメンバーの一人村本が「なにやっても面白くない」と脱退を告げるが、新曲のリハーサルをやっていくうちに「なんかおもろなってきた」とあっさり脱退を撤回。この新曲「Rockers Daylight」はシングルとして射延自身のレーベルH.O.Lレコードから発売。ポーグスアプローチとパンクロックが結実したグリフィンの代表曲となる。B面はシャングリラス"Long live our love”のカバー。
95年。来たるアルバム先行シングル「Live in the first degree」(前シングルからお馴染みとなったB面カバーはSLADEの“Run Runnaway”)をMCRからリリース。福知山Sound Rattで合宿レコーディングを行い2ndアルバム『All in Griffing Swift Revenge』が完成。「収録曲の半分は録音に入るまでに、ツアーでプレイしてモノにしてたから、スムーズにグルーヴを出せたと自負してます。ベーシック全曲6時間ほどで仕上げたと記憶してます」ドラマー矢島は振り返る。
1stアルバムと同様、生楽器を取り入れた楽曲とパンクロックが混在した内容だが、前作より演奏は達者になり、よりそれが深く融合された充実作だ。また当時ヒットを連発してた所謂小室サウンドに挑戦したナンバーもあり、他のパンクバンドではあり得ない一般大衆の流行を取り込む遊び心はグリフィンの個性とも言える。そしてこの作品あたりから射延は英詞の韻を踏むライミングの面白さに没頭し始め、以降作品に発揮されていくことになる。
プロモーションツアーを終えたバンドは、MCRカンパニーのコンピレーション『TORTAL INSUBORDINATION』に参加。BALZACやLRF、SDS等が参加している。V.Aリリース記念イベントにも参加した後、射延はアコースティックアプローチから一旦距離を置き、90年代のストリートロックを形にすべく、新たに曲を書き出した。
村本の素晴らしいベースラインに耳を奪われるU.K.Subs直系ナンバー「No Call」は、「90年代というより80年代かな？ノーコールはストリートパンクロックの最たるもの」と射延は言う。今回のシングルB面カバーはクラッシュの“ハマースミス宮殿の白人”の英詞替歌で、タイトルは歌詞の一節でもある“They ain't got no roots rock rebel”に変えている。そして、このツアーの終了と共に、矢島圭がバンドを去った。
バンドは新ドラマーに元バルザックの西尾肇を迎え、8月法政大学でのイベントに参加。10月射延博樹（LRF)が立ち上げたレーベルREAL DEAL Recordsからグリフィン初のベストアルバム『The Best of Griffin from the West』がリリース（単独でのLPレコードはこれが最初で最後）。
97年初頭、ニューシングル「The Age of Innocence」発売。5月に発売記念ワンマンライブを敢行。射延と射延博樹はビル・レッキー（Allegiance）を伴い渡英。主な目的は8月に来日が決定してるワンウェイシステムとの最終打ち合わせとザ・ウォリアーズa.k.a.ラストリゾートのアーサー・ケイ宅に訪問しての来日交渉であった。帰国後、恒例の福知山でニューアルバムの合宿レコーディング。そして8月ワンウェイシステムのサポートアクト10日前、西尾が精神的プレッシャーの為か突如消息を断つ。残り10日で叩けるのは矢島しかいないと依頼。矢島は見事クアトロのステージを勤め上げそのまま正式に復帰する。「あの時は矢島が凄く頼もしい友達に思えて、泣きそうだったねぇ」''友達"と形容した射延。そして10月。最終的に1番売れたという3rdアルバム『We Stand Firm』がMCRより発売。ジャケットやタイトル、フットボールギアをまとったスリーブ写真を見ればわかるように、ブリティッシュユースカルチャーとOi〜Street Punk影響全開な快作である。シングル曲の“No Call”“The Age of Innocence”は再録され、この時期のグリフィンを象徴するキャッチーなシンガロングナンバー“What a Stormer”は以降のライブでハイライト曲になっていく。
11月、初来日したザ・ビジネスのサポートアクトを果たし97年を終える。
翌98年サッカーW杯フランス大会を控え、イングランド代表チームの熱狂的なファンだった射延は"迷案"を形にすべく、イングランド“非公式”サポーターソングとして「France '98 issue」と題したシングルを発表。A面はSLADEの"グッバイジェーン”を改題、イングランドスクワッド風にリリックを変えたカバー“Gudluc T' Glenn”。グレンとは当時のイングランド代表監督グレン・ホドルの事。B面もテラスィーズチャントで有名な“Oh Sweet England”のカバーを収録。だが約10年、苦楽を共にした江見が5月の広島公演を最後に脱退。「振り返って思うよ、、、当時の江見は辛かっただろうなって。最終的には、グリフィン対江見洋之という対立の構図が出来てたし。ロックバンドのオン ザ ロードあるあるかもしれないけど、はっきりしてることは、僕等は、良いギタリストを失ったって事」。このシングルA面後半、歌の後ろでずっと鳴っている江見のギターソロは文句なしにカッコよく、素晴らしい置き土産であった。因みにこのシングルは英国のパンクプレスに掲載された。
江見脱退後、滋賀県のバンド、サンディストのギタリスト山下伸幸を始め、大阪のバンド、クラッシュドッグスの仲佐竜一が、ギタリスト不在のバンドに救いの手を差し伸べ、ショートツアーを敢行。
12月にはREAL DEAL Recordsの招聘により英国ストリートパンクの大物ザ・ウォリアーズ（a.k.a ラストリゾート）日本公演が実現。グリフィンもサポートアクトで出演した。この来日公演は『The Ultimate Street Music Convention 』というタイトルで、日本側の共演バンドも含めたライブパッケージ盤としてリアルディールよりリリース。

### 1999〜2001年
99年2月グリフィンはクラブクアトロ大阪で開催された「The Uitimate Street Music Convention '99」というイベントに出演。ラインナップは、射延が「日本で唯一のスカバンド」と称賛するデタミネイションズをヘッドライナーに、また前年のウォリアーズ来日公演でも共演した、ファーストアラート、レディオシャンハイ、そして、デタミネィションズのメンバー直々の要望に応えて、LRFが飛び入りで参加。
同月、恒例ファンダンゴでのワンマンを経て、バンドはジャケット無しのワンサイドシングルを作成。“Song of the Dr. Streets”と題されたこの7インチは、渋谷ギガンティック、大阪ファンダンゴで無料配布された。
99年中盤からギタリストはクラッシュドッグスの仲佐隆一と矢島の従兄弟、佐々木隆のツインギター体制で活動は続けるものの、バンドは腰を据えて今までより長く曲作り期間を設け2000年を迎える事となる。
長かったリハーサル期間があけて2000年、遂に4thアルバム制作に着手する。楽曲のマテリアルは渡英時のエピソードまで遡り、2年分の毎週火曜日の練習やディスカッション、等、今まで以上に多岐に渡った。レコーディングは中津のオメガサウンド。ギターは前述の佐々木隆が参加しているが、早弾きのソロ以外の多くは射延自身が担当した。結果完成した『Know the Score』は単なるパンクロックを飛び越え、スモールフェイシズからAC/DC、パブリックエネミーまで内包し昇華させたグリフィン流ハイブリッドパンクの集大成であった。特に“Mariah Carey”や酒鬼薔薇事件を扱った“Never Enough”での辛辣なリリックは射延の真骨頂で、体格とは裏腹に、矢島の緩急織り交ぜたしなやかなドラミングも特筆に値する。シングルカット曲やアルバムリードトラックを設けてないので一見地味な印象を受けるが、聴けば聴く程味わいのあるアルバムだ。事実「これが1番クオリティが高い」というファンも多い。ジャケットのデザインはBLADEの大洞が担当し、“Poseur Blunder”で射延博樹（LRF）と共にラップを披露している。
この年の終わりには、射延が単独で、ファッション誌"カジカジ"のモデルを初体験。以降、数度モデルとして誌面に登場。
レコ発ワンマンで幕を開けた01年、正式に島田高志が加入。射延は個人レーベルMoney Talks Recordsを立ち上げ今までアナログでしか聴けなかったグリフィンの歴代シングルとコンピ収録曲を『Griffin Singles Collection』と題してCD2枚に分けて発売。ライブ活動においては、難波マザーホールや渋谷オンエアー、各地のクラブクアトロ等で、イベントを企画、ラフィンノーズ等を招聘し共演。夏には野外フェスでケムリや三木道三と共にラインアップされた。また、ガレージやロカビリー界の人気バンド、MAD3やレトロ・グレッションと対バン。ブラフマンのオープニングアクト等を経て、新宿ロフトや下北沢シェルターといった老舗ライブハウスでの単独興行も成功させた。東京のスキンヘッズ達の間で人気急上昇だった、Oi-Skall Matesと初共演したのもこの頃だ。結成者でありシンガーのワタルバスターは熱狂的なグリフィンのファンであり、以降事あるごとに射延の企画に協力している。
また音楽ライターの恒遠聖文のコーディネートでNHK-FMの「ライブビート」に出演、NHK505スタジオでのライブパッケージ約50分が全国放送された。
友人、本田友雄のZorlac Sound WorksよりマキシシングルCD『JAILBREAK』をリリースし、射延本人曰く「遅れて来たAC/DC狂い」を証明して見せた。プロデューサーには実は射延よりもAC/DCに狂っていた弟、博樹氏を抜擢。演奏、サウンドと共にボン・スコットの持つ空気感まで高水準にカバーした素晴らしい出来だが「記録的に売れなかった（ 苦笑）。」そうだ。もう一つ特筆すべきは新曲“A Million Short”がここで初出（後に再録）。AC/DCの“狂った夜”にインスパイアされたと言うこのナンバーは、射延のソングライティングが極みに達した事がわかる傑作だ。
同時に戦略家本田の企画、進行で、グリフィンのトリビュートアルバムが制作され、MAD3 featuring Hat Trickers、オイスカルメイツ、CLAMPDOWN等が参加。、前述のZorlacから発売された。射延単体では、これまた、ストリートカルチャーに精通してる本田のアイデアによりファッションブランド「Rockers Daylight」を展開、ファッション誌「Ollie」でも1年あまり連載コラムを執筆した。

### 2002〜2004年
前年、イベント制作会社M.O.Pと業務提携した事によりライブマネージメントの負担が大幅に軽減されたバンドは02年初頭、大阪ラスティック界の雄クラッシック・チャイムスとの合同クアトロツアーを敢行する。ニヒリストとの「資金源強奪 2002」ツアーは前半後半2回にわけてタトゥーショップやグラフィックアーティストも参加し、大人数の移動公演が可能になったのもM.O.P効果の一つだ。そして映像制作レーベルLongstoneとタッグを組みバンド初の単独映像作品の制作を開始する。
ツアーの合間、射延にいくつかの課外活動が舞い込む。日韓W杯が開催されたタイミングもあって、別冊「BURST」のフーリガン特集号で、フットボール・カジャアルズに扮した、射延兄弟やクランプダウンのメンバーと共にモデルとなってのフォトセッションが行われた。射延は当時を振り返って「楽しかったよ」と、比較的ライトに笑顔で答えたが、フットボールカジュアルというワード自体が、全く未知なるもの。恐らくは、日本で最初にカジュアルなるものを紹介した事実は特筆に値するだろう。しかし射延は「それは、どうなんでしょう。というか、僕は詳しく無いよ。弟(LRF射延博樹)と、今は亡き大洞カズキ。あの雑誌で、語り、紹介してたのは、この2人。僕は割とミーハーで、カッコだけの男やから(笑)」。またCSチャンネル「JSKY SPORTS」番組制作会社からの依頼を受け（ラグビー番組だったので始めは断ったそうだ。）、テーマ楽曲を弟博樹氏と制作、The Guv'nors名義で録音しお茶の間に流れた。秋にはデタミネイションズとタワーレコードの“NO MUSIC NO LIFE”のポスター撮影に兄弟で
参加。デタミネイションズと共に通天閣を背にポーズを決めた。
なんといってもバンドのハイライトは10月に開催された「Holiday in The Rising Sun」である。コックニーリジェクツ、ジ・イクスプロイテッド、ザ・ビジネス、アンチノーウェアリーグ、ジ・アディクツ、ザ・ラーカーズ等英国オリジナルパンクバンドが一同に会した一大イベントは横浜ベイホールで2日間に渡り繰り広げられた。主催はLRF射延博樹と補佐を務めた岩崎芳久、Doll誌の編集者であった豊嶋佳晃の3人。近親者である射延及びグリフィンも当然協力体制を敷き、ステージに華を添えた。
『Know The Score』から2年、ほぼ休みなくバンドはライブツアーを続け、音源のリリースラッシュ、また大きなステージに立つ事で、確実に新たなファンを獲得していった。バンドは来たるビデオ作品用にPVを撮影。ポジティブプロダクションと契約を結びニューアルバムの制作に取り掛かりこの年を終える。
03年2月。遂に初のヒストリー映像作品『The Video〜Greatest Story Ever Told』が発売。まず冒頭の新カバー曲PV「Avenues and Alleyways」のハマり具合に驚かされる。「我儘を通す為の力がね、足りへんだのよ。けど、02年当時、我儘勝手やりたい事が出来る環境を提供してくれる人が、僕の周りには居た。凄くラッキーな男でしたよ僕は」
インディペンデントで制作したとはいえ、協力者の存在無しでの完成は考えられないという。
4月。満を持して（果たしてオリジナルアルバムとしてはラストになるのだが）5thアルバム『Come And Have Another Go』を前述のPositive Productionよりリリース。SONY配下のこのレーベルは、原宿を本拠地とし、当時、ラッパ我リヤ等のヒップホップアーティストも抱えていた。「大手の力添えがあったとは思えない。相変わらず、自分の脚を使って、アンテナ立ててね。でも以前と違うのは、一緒に歩き回ってくれる人が現れてくれた事。マネージャーの江頭善史さん、ポジティブプロ、ディレクターの松本さん、広報担当カリブ社の遠近さん、色んな人の力は借りました。残念ながら、そういった方々に潤いを与えれなかったという結果になりましたが」未だ心残りだと射延は言う。その反面「帯の文句をねDeterminationsの高津直由が書いてくれてね」と嬉しそうに話す。当時の無念さを秘めてはいるものの、アルバムの中身自体はブリットポップ〜ストリートロックの知恵と技量を多分に吸収したグリフィンの総決算となる力作と言える。また、直球でコックニーリジェクツに寄せたジャケットデザインは、今まで何度も手掛けているGekiga Daisuke a.k.a 射延博樹。「哀しみの中でも“面白い”事を探して笑おう」と歌う“The Laughter and The Tears”（同時発売されたシングルレコード“Flabby Bastard”のB面にも収録）は、終わってみれば自分達への鎮魂歌とも読み取れる。CD盤面には「to the memory of Joe Strummer」と刻まれ、前年暮れに急逝した偉大なパンクロッカーに捧げられた。
アルバム発売直前には、フジテレビの音楽番組「ファクトリー」に出演。発売直後には2回目となるNHK「ライブビート」に出演。共演は大御所アーティスト遠藤賢司。6月からショートツアーが始まるが、最終日の広島公演で矢島が脱退する。後任には前年のツアーにも参加した、数見康雄がすぐさま加入。初の東北ツアーを経て、12月ファンダンゴで千秋楽を迎える。このライブで射延はキャリア史上最高のパフォーマンスが出来たと自負する。初めて去来したステージでの達成感に射延は「自身の中で終わりの予感がよぎった。」と後に語った。
04年、バンドはネット上でファンから「グリフィンにやってもらいたい事」を公募。それを実現した企画盤『Nuffin But The Griffin』をマネートークスよりリリース。新曲の“Here We Are”はAC/DC meets RUN DMCといった風情で、この頃射延が好んで聴いてたヒップホップやクラブミュージックに影響されたナンバー。この曲やスタジオライブに顕著だが、ニュードラマー数見のパワー溢れるプレイとサウンドがアルバムを通した特徴だ。射延は振り返る「数見康雄のスネアの音と、島田タカシのマーシャル直結音の融合は、グリフィンの未来を明るくしてくれた。
結果的には、僕のささやかな希望は脆くも崩れ去った訳だけど、数見康雄とのツアーは笑いが絶えなかったし、タカシは生意気なとこが、ちょっとオモロかったり」
そんなメンバーでのツアーは、島根、山梨、静岡、岐阜、京都、神戸を経て、大阪長堀のクラブ「サム&ディブ」のイベントにゲスト出演。
ABC朝日放送のスタジオライブ収録等、バンドは精力的にプロモーションを展開。
そして、秋のスケジュールを確認する会議の席で、島田が脱退を表明、数見も不参加の意思を明らかにしたところでバンドは解散を選択。翌年に「Final Chapter」と名付けた解散ツアーを茨城、東京、名古屋、大阪で行う事を発表する。数見はこの時点で脱退し、サポートに京都のハードコアバンドKimの加老戸が参加、島田はツアー参加を表明する。そして最後の大阪公演にはオリジナルドラマー矢島が2年振りに参加する事が決定した。

### 2005〜2006年
05年、バンドはラストツアー用の無料配布CDをMCRカンパニーの協力のもと作成。古巣Sound Rattで2トラック録音された。“Yes,We're Lovely Lads”には女性コーラスの他にクラッシック・チャイムスのフィドル、エイジとアコーディオンのセツコが参加し、ラストツアーでもこのメンバーで披露された。奇しくも7人編成なので「ここに来てグリフィン7の再来か。」とメンバーは苦笑いしながらも楽しんだ。
ファイナルチャプター東京編は下北沢ERA、名古屋編は今池ハックフィン。両日とも満員御礼。新旧のファンが詰めかけ、演目は30曲、ステージは約2時間に及んだ。東京公演の途中で射延は「何が本物かなんてわかりません。売れたら本物で売れんかったら偽モンや。ただ、売れへんかってもほんまもんやったのが僕らなんですよ。」と言葉を残した。
一週間置いて4月23日。グリフィン最終章最後のライブが行われるこの日、十三ファンダンゴのウルフルズが持っていた最高動員記録が更新された（当時）。2年振りの矢島がやはり1番緊張していたようだ。射延曰く「20年以上の付き合いの中で初めて俺を出し抜いた」という村本の「ほないくで！」の一言でライブは始まる。ライブ中盤、クラッシュの「ハマースミス」で、射延はジョー・ストラマーに貰ったシャツを着て歌った。「よく終わりは始まりなんて言うけど、終わりは終わりや。そんな軽いもんじゃない。」とMCで語った射延の言葉に17年の苦闘の歴史が滲む。ラストの「Rockers Daylight」で大団円で終わったと思いきや、鳴り止まぬアンコールに応じて急遽初期のハードコアナンバーをプレイする直前、「タカシ！コード何やった⁈」と、慌てて確認した村本亮太のナチュラル感もグリフィンの魅力のひとつだと言えよう。「イヤイヤ、そんな魅力は要りませんよ。まぁ、グリフィンのメンバーでミュージシャンは江見洋之だけだったのは認めるよ(笑)」トータル4度のアンコールを含めて3時間以上、計37曲、大歓声の中グリフィンはステージを去った。
秋にはラスト3公演を編集した『Final Chapter』と03年に出した『The Video』をデジタル化した（どちらも特典映像付き）DVD2枚組ボックスセットが発売された。カメラマン奥村達也による、グリフィンラストデイを楽屋から終演後までシューティングされた豪華ブックレットも封入されている。
翌06年5月。射延が解散前にグリフィンBBSで執筆したバンドヒストリー手記と、前述の奥村によるスナップで構成されたフォトブック『Tough ain't Enough』（曲間にトークを交えた、マネートークス音源14曲入りCD付き）がスタジオワープより発売。
さらに同時進行で“葬れ！永遠に！”と、過去の音源がリマスターされた全40曲2枚組ベスト盤『Completed The Griffin』をリリース。
過去への惜別や情緒を一切拒否するかの如く曲間無しでミックスされ、新旧ごちゃ混ぜに曲が次々と畳み掛けられる様はグリフィンらしい作りと言える。

### 2014〜2019年
グリフィン解散後、射延は、レゲエアーティストCASTAのアルバムに参加し、何度かライブも客演している。そして、満を持しての新バンド“Vanquish Sound Enterprise（VSE)”を始動。09年より6年間でアルバム5枚をリリースしている。「皮肉なもんで、ソングライティング力は数段上がってると自信持って言える。けど、それが反映され無いのが現実」以前、射延はそうもらした。その反面、「イヤー、相変わらず今が一番楽しい！」とも言っていた。
14年5月。大阪パンクシーンの立役者、グリフィンをサイドから支え、LRFやClampdownでもギターを担当したBLADE大洞一己が急逝。8月に追悼企画『TRUE FORCE 完結編』を大阪パンゲアで開催する。このイベントにグリフィンは「一夜限りの再結成」として出演。メンバーは射延、村本、矢島にギターは18年振りに江見が参加した。大洞とゆかりの深いLRF、Bull The Dougs、The Prisoner等も出演し、溢れんばかりの観客と共に故人を偲んだ。
「それなら一夜限りと言わずこちらでも演ってくれ」と声が上がりグリフィン単体の追加公演として広島で、年が明けて15年4月に東京は新宿ロフトで行われた。江見は追加公演には参加せず最初期のギタリスト大西真（ダブルボギーズ）が参加を表明。この4人でリユニオンという形を取り、グリフィンはスローペースながらライブ活動を再開させる。
そして16年3月。インディペンデントなバンドとしては異例の2作目のグリフィントリビュートアルバム『a tribute to The Griffin』がChaos&Anarchyより発売。Oi-Skall Mates、Abnormals、Anger Flares、The Prisoner等が参加。グリフィンは新宿ロフトでの発売記念イベントに出演。他にもアルバムに参加したバンド達がグリフィンの曲を披露した。
5月のライブの後、村本の個人的な理由により一旦ライブ活動はストップ。その間に「Yes,We're Lovely Lads」以来11年振りの新曲をレコーディング。12月にシングルCD「MARY BELL ON   GLOOMY SUNDAY」をK'H'eye Productionから発売。歌の題材は60年代に起きたイギリスのシリアルキラー、メアリー・ベル事件で、すっかりビートルマニアになっていた射延はギターをテレキャスターからエピフォンカジノに持ち替えて録音。タイトルトラックの歌詞も「Let It Be」の一節をもじって流用している。
カップリング曲の「KNOW THE SCORE ~THE EXTREAM JET SCREAM」は、sir ポール マッカートニーの十八番、メドレー方式でのソングライティングにトライした意欲作だ。
翌17年、引き続き村本長期離脱の中、今度は1番リユニオンに積極的だった矢島が脳の病気を発症。絶対安静からの手術という長い休養を余儀なくされる。
結果矢島の手術は成功。約2年に渡るリハビリを終えた2019年。ホームグランド十三ファンダンゴが7月に移設するので、その前にファンダンゴで復帰ライブという青写真が矢島と射延の間でできていた。だが話を受けた村本は「もうやる気が起きない。1日くらいちゃっちゃっとやったらエエやん、とはならない。やる気の削がれた状態で演ったらグリフィンを穢す事になる。俺はできない。」と告げる。「如何なる場合でも村本抜きのグリフィンは正常に機能しない事に改めて気付かされた。村本こそグリフィンだった。」と射延は語り、もうグリフィンを終わらせようと決めた。
友人の追悼という思わぬ誤算でリユニオンし、純粋に再会と演奏を楽しんだグリフィンは、2019年6月21日ファンダンゴでのラスト企画“Bowing Out Of Coretic Rock Bout”をもって最後の最期を迎える。メンバーは射延、矢島、大西に加えベースに1999〜2000年にギターを務めていた佐々木隆が参加。かろうじてグリフィンの純血が保たれたメンバーでラスト公演を行う。

## ディスコグラフィー

### アルバム
| タイトル                     | 発売元                 | 発売年 |
| ---------------------------- | ---------------------- | ------ |
| THE ALBUM                    | アルケミーレコード     | 1993年 |
| ALL IN GRFFING SWIFT REVENGE | MCRカンパニー          | 1995年 |
| WE STAND FIRM                | MCRカンパニー          | 1997年 |
| KNOW THE SCORE               | MCRカンパニー          | 2000年 |
| COME AND HAVE ANOTHER GO     | POSITIVEプロダクション | 2003年 |

### シングル
| タイトル                          | 発売元                 | 発売年 |
| --------------------------------- | ---------------------- | ------ |
| THE PHANTOM OF THE SHOCKER        | 加害妄想レコード       | 1988年 |
| 獅子吼                            | アルケミーレコード     | 1990年 |
| 資金源強奪E.P                     | MCRカンパニー          | 1993年 |
| ROCKERS DAYLIGHT                  | H.O.Lレコード          | 1994年 |
| LIVE IN THE FIRST DEGREE          | MCRカンパニー          | 1995年 |
| NO CALL                           | MCRカンパニー          | 1996年 |
| THE AGE OF INNOCENCE              | MCRカンパニー          | 1997年 |
| GUD'LUCK T’ GLENN                 | MCRカンパニー          | 1998年 |
| JAILBREAK                         | ZOLACK SOUND WORKS     | 2001年 |
| THE LAUGHTER AND THE TEARS/FLABBY |                        |        |
| BASTARD                           | POSITIVEプロダクション | 2003年 |
| MARRY BELL ON GLOOMY SUNDAY       | K.H.eyeプロダクション  | 2016年 |

### コンピレーション
| タイトル                             | 発売元                     | 収録作品                                      | 発売年 |
| ------------------------------------ | -------------------------- | --------------------------------------------- | ------ |
| FEAR                                 | v.a アルケミーレコード     | RAPES. DANSE MACABRE. KGGM                    | 1989年 |
| THE BEST OF GRFFIN FROM THE WEST     | リアルディールレコード     |                                               | 1996年 |
| HIDDEN AND FORBIDDEN                 | リアルディールレコード     |                                               | 1997年 |
| THE ULTIMATE STREET MUSIC CONVENTION | v.a リアルディールレコード | THE WARRIORS. DETARMINATIONS.FIRST ALART. LRF | 1998年 |
| THE ULTIMATE STREET MUSIC CONVENTION | リアルディールレコード     | 上記以外のGRIFFINの作品                       | 1998年 |
| GRFFIN SINGLES COLLECTION 1          | マネートークスレコード     |                                               | 2001年 |
| GRFFIN SINGLES COLLECTION 2          | マネートークスレコード     |                                               | 2002年 |
| NUFFIN BUT THE GRFFIN                | マネートークスレコード     |                                               | 2004年 |
| COMPLETED!                           | マネートークスレコード     |                                               | 2005年 |

### 映像作品
| タイトル               | 発売元                 | 媒体 | 収録作品                        | 発売年 |
| ---------------------- | ---------------------- | ---- | ------------------------------- | ------ |
| HARD&LOUD              | MCRカンパニー          | VHS  | LIP CREAM. ガーリックボーイズ他 | 1988年 |
| 激闘CORETIC ROCK BOUT  | MCRカンパニー          | VHS  | S.O.B. RAPES. NIGHTMARE         | 1988年 |
| GRFFIN THE VIDEO       | マネートークスレコード | VHS  |                                 | 2002年 |
| YES,WE ARE LOVELY LADS | マネートークスレコード | DVD  |                                 | 2006年 |
| FINAL CHAPTER LIVE     | マネートークスレコード | DVD  |                                 | 2006年 |

### その他
| タイトル                   | 概要                          | 発売年 |
| -------------------------- | ----------------------------- | ------ |
| GRFFIN LIVE                | 無料配布カセット              | 1988年 |
| LIVE FULMINATE             | MCRカンパニー ソノシート      | 1990年 |
| THE PHANTOM OF THE SHOCKER | リアルディールレコード再発    | 1998年 |
| SONG OF THE DR STREETS     | MCRカンパニー無料配布シングル | 1998年 |
| THE ALBUM                  | アルケミーレコード再発        | 1999年 |
| YES,WE ARE LOVELY LADS     | MCRカンパニー無料配布CD       | 2005年 |
| TOUGH AIN'T ENOUGH         | スタジオワープ CD付ムック     | 2006年 |